# Skälby, Järfälla kommun
Ej att förväxla med Skälby gård, Järfälla kommun.

Skälby är ett bostadsområde i kommundelen Barkarby-Skälby i Järfälla kommun inom tätorten Stockholm. Skälby, som ligger i södra delen av Järfälla, hade 2005 en befolkning på 6 336 invånare och är ett villaområde.
Bostadsområdet Skälby har fått sitt namn av den närliggande herrgården, Skälby gård, som var ett tidigare säteri i Järfälla socken. Skälby gård har funnits sedan 1500-talet, men den nuvarande huvudbyggnaden byggdes 1802.

## Samhället
Här finns flera förskolor och tre skolor, Skälbyskolan, Björkebyskolan och Neptuniskolan. Många av gatorna i Skälby börjar med ord förknippade till rymden till exempel Plutovägen (från dvärgplaneten Pluto).

## Historia
Skälby hade från slutet av 1800-talet fram till 1956 en järnvägshållplats, Skälby på Spånga-Lövsta järnväg, Lövstabanan, men då tunnelbanan till Hässelby gård hade öppnats provisoriskt stängdes Skälby hållplats för persontrafik den 1 december 1956. Godstågen (soptåg som kallades Silverpilen) fortsatte passera Skälby fram till den 10 september 1970.

## Kommunikationer
SL-Bussarna 541 och 518 passerar här. SL-buss 543 åker från Jakobsbergs station och vänder i Vega.
Den tidigare järnvägshållplatsen Skälby fungerade under en period i mitten av 1900-talet men finns inte kvar och inte heller järnvägslinjen som den låg vid.

## Idrott
Bele Barkarby IF bedriver en omfattande idrottsverksamhet i Skälby. Det är hemklubben till den forna landslagsspelaren Johan Mjällby, som spelade i den Svenska fotbollslandslaget på 1990- och 2000-talet.